# 114 mm/55 Mark 8
114 mm/55 Mark 8 — 114-миллиметровая корабельная универсальная установка, разработанная и производимая в Великобритании компанией Виккерс. Состоит на вооружении ВМС Великобритании, а также ВМС Аргентины, Бразилии, Ирана, Ливии и Таиланда. С 2001 года на вооружение поступает усовершенствованная версия Mark 8 Mod 1.

## Разработка проекта
Разработка 114-миллиметрового орудия по заказу Королевского флота начата компанией Vickers в конце 1960-х годов. Эта система разрабатывалась на базе 114-миллиметровой артустановки Mark V. В 1966 году был изготовлен первый прототип. Первым кораблём, оснащённым этой артустановкой, стал иранский фрегат «Заал», построенный в Великобритании в 1971 году. Первым британских кораблём, вооружённым Mark 8, стал эсминец «Бристоль».

## Конструкция
Артустановка состоит из боевого и подбашенного отделения. Орудие имеет ствол-моноблок длиной 55 калибров. Башня изготовлена из армированного пластика, в конструкции АУ широко использованы лёгкие сплавы. Готовый к стрельбе боезапас находится в кольцевом вращающемся магазине, вмещающем 18 унитарных патронов.
114-миллиметровая установка Mark 8 используется на следующих кораблях британского флота: эсминцах типа 45, 42 и 82, фрегатах типа 21, 22 и 23. Кроме того, ею оснащены бразильские фрегаты типа «Нитерои» и «Инхаума» и иранские фрегаты типа «Алванд».
Цена выстрела 1500 долларов США.